# Miguel Pinto
Miguel Ángel Pinto Jerez (Santiago, 4 de julho de 1983) é um futebolista chileno. Joga pelo Correcaminos AUT.

## Estatísticas
Até 17 de Julho de 2011.

### Clubes
| Clube                     | Temporada         | Campeonato nacional | Campeonato nacional | Copa nacional | Copa nacional | Competições continentais¹ | Competições continentais¹ | Total | Total |   |
| Clube                     | Temporada         | Jogos               | Gols                | Jogos         | Gols          | Jogos                     | Gols                      | Jogos | Gols  |   |
| ------------------------- | ----------------- | ------------------- | ------------------- | ------------- | ------------- | ------------------------- | ------------------------- | ----- | ----- | - |
| ChileUniversidad de Chile | 2002              | 6                   | 0                   | —             | —             | —                         | —                         | 6     | 0     |   |
| ChileUniversidad de Chile | 2003              | 19                  | 0                   | —             | —             | —                         | —                         | 19    | 0     |   |
| ChileUniversidad de Chile | 2004              | 4                   | 0                   | —             | —             | —                         | —                         | 4     | 0     |   |
| ChileUniversidad de Chile | 2005              | 12                  | 0                   | —             | —             | —                         | —                         | 12    | 0     |   |
| ChileUniversidad de Chile | 2006              | 42                  | 0                   | —             | —             | —                         | —                         | 42    | 0     |   |
| ChileUniversidad de Chile | 2007              | 44                  | 0                   | —             | —             | —                         | —                         | 44    | 0     |   |
| ChileUniversidad de Chile | 2008              | 42                  | 0                   | —             | —             | —                         | —                         | 42    | 0     |   |
| ChileUniversidad de Chile | 2009              | 30                  | 0                   | —             | —             | 4                         | 0                         | 34    | 0     |   |
| ChileUniversidad de Chile | 2010              | 19                  | 0                   | —             | —             | 10                        | 0                         | 29    | 0     |   |
| ChileUniversidad de Chile | ChileAtlas        | 2010-11             | 17                  | 0             | —             | —                         | —                         | —     | 17    | 0 |
| 2011-12                   | ChileAtlas        | 14                  | 0                   | —             | —             | —                         | —                         | 14    | 0     |   |
| Total na Carreira         | Total na Carreira | 239                 | 0                   | -             | -             | 14                        | 0                         | 254   | 0     |   |

## Títulos
Universidad de Chile
- Campeonato Chileno Aperetura: 2004, 2009

## Premios Individuais
Universidad de Chile
- Melhor goleiro do Campeonato Chileno: 2009
- Bola de Ouro do Campeonato Chileno: 2009
- Melhor goleiro do Copa Sul-Americana: 2009
- Melhor goleiro do America (jornal El país): 2009
- Seleção da America (jornal El país): 2009